# Kristina Reed

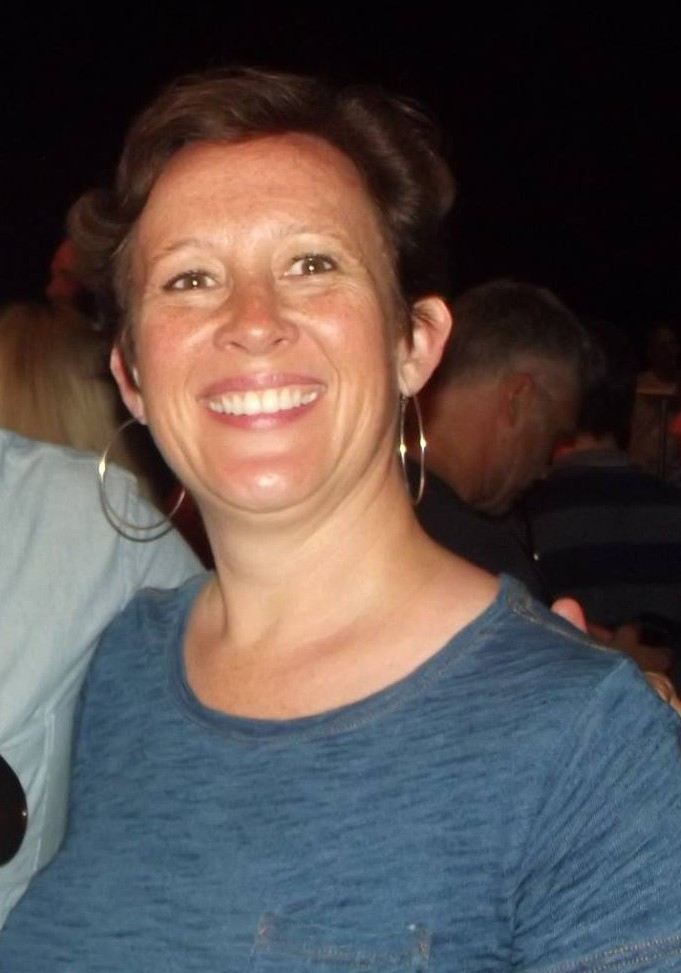
Kristina Reed auf dem Festival d’Animation Annecy 2014

Kristina Reed ist eine Produzentin von Animationsfilmen bei den Disney Studios, die bei der Oscarverleihung 2015 für die Produktion von Liebe geht durch den Magen zusammen mit dem Regisseur Patrick Osborne mit dem Oscar in der Kategorie Bester animierter Kurzfilm ausgezeichnet wurde.

## Leben
Reed studierte Kreatives Schreiben an der Brown University und begann 1998 ihre Karriere bei den Disney Studios als Produzentin für visuelle Effekte, seit 2010 fungiert sie als Studioleiterin. Ihr erster Kurzfilm Im Flug erobert gewann 2013 ebenfalls einen Oscar, der jedoch nur an den Regisseur John Kahrs verliehen wurde. Liebe geht durch den Magen wurde als Vorfilm zu Baymax – Riesiges Robowabohu gezeigt, der 2015 ebenfalls einen Oscar gewann und an dessen Produktion sie beteiligt war. Reed ist verheiratet und lebt mit ihrem Mann und ihren zwei Kindern in Los Angeles.

## Filmografie (Auswahl)
- 1998: Mein großer Freund Joe (Mighty Joe Young)
- 1999: Inspektor Gadget (Inspector Gadget)
- 2000: Mission to Mars
- 2002: Der Schatzplanet (Treasure Planet)
- 2003: Peter Pan
- 2004: Große Haie – Kleine Fische (Shark Tale)
- 2005: Madagascar
- 2006: Ab durch die Hecke (Over the Hedge)
- 2006: Flutsch und weg (Flushed Away)
- 2007: Shrek der Dritte (Shrek the Third)
- 2009: Küss den Frosch (The Princess and the Frog)
- 2010: Rapunzel – Neu verföhnt (Tangled)
- 2012: Ralph reichts (Wreck-It Ralph)
- 2012: Im Flug erobert (Paperman, Kurzfilm)
- 2013: Die Eiskönigin – Völlig unverfroren (Frozen)
- 2014: Baymax – Riesiges Robowabohu (Big Hero 6)
- 2014: Liebe geht durch den Magen (Feast, Kurzfilm)